# PzH2000自走榴弾砲
パンツァーハウビッツェ2000（Panzerhaubitze 2000）は、1998年より配備されているドイツの自走砲である。略称は「PzH2000」。

## 開発経緯
1970年代よりドイツ（西ドイツ）・イギリス・イタリアは、M109 155mm自走榴弾砲の後継として155mm自走榴弾砲SP-70を共同で開発していたが、さまざまな問題から1986年に開発中止となった。それを受け、ドイツでは新たな自走榴弾砲の開発を決定した。このため、西ドイツ陸軍は現用していたM109 155mm自走榴弾砲の主砲を換装するなどの改良を加え、M109A3Gに発展させて寿命延長を図る一方、1987年より新世代155mm自走榴弾砲の開発に着手した。この車両は2000年の実用化を念頭に置かれ、パンツァーハウビッツェ2000（装甲榴弾砲2000）の呼称が与えられた。
主な要求項目は以下の通り。
- ロケット補助推進弾などを使用しないで最大30km以上の射程を有する
- 自動装填装置の装備による高い発射速度の実現
- 60発もの各種弾薬と装薬の搭載
- 高い機動力と信頼性
- 各車が独立した戦闘行動ができる自律的システムの搭載
- トップアタック（英語版）対策 など

クラウス＝マッファイ社やラインメタル社を中心とするチームと、ヴェクマン社やMaK社を中心とするチームによる試作車の競作を経た運用試験などの結果、1990年末にそれぞれ1両ずつの試作車が完成してドイツ陸軍による運用試験が実施された。この結果、ヴェクマン社を中心とするチームの案が採用され、増加試作車5両が発注されてさらに本格的な試験が行われ、1996年3月にPzH2000自走砲システムとして185両の生産契約が結ばれた。
生産は、ヴェクマン社やMaK社をはじめクラウス・マッファイ社やラインメタル社など12社が協力する形で行われ、1997年から2002年までに185両が生産された。実際の生産は1997年の後半から開始され、1998年6月に生産型第1号車がドイツ陸軍に引き渡されている。ドイツ陸軍向けの生産は年間40両で、2002年には全てが引き渡される予定となっており、KRK（Krisenreaktionskräfte、危機対応部隊）に配備される。最終的にはドイツ陸軍向けに594両の生産が計画されており、現用のM109A3G自走榴弾砲と交替させる予定である。また、イタリア、オランダ、ギリシャ、メキシコへの輸出も行われており、オランダ陸軍がアフガニスタン国際治安支援部隊 (ISAF) にこれを派遣し、ターリバーンをはじめとする武装勢力の掃討作戦に投入している。

## 概要

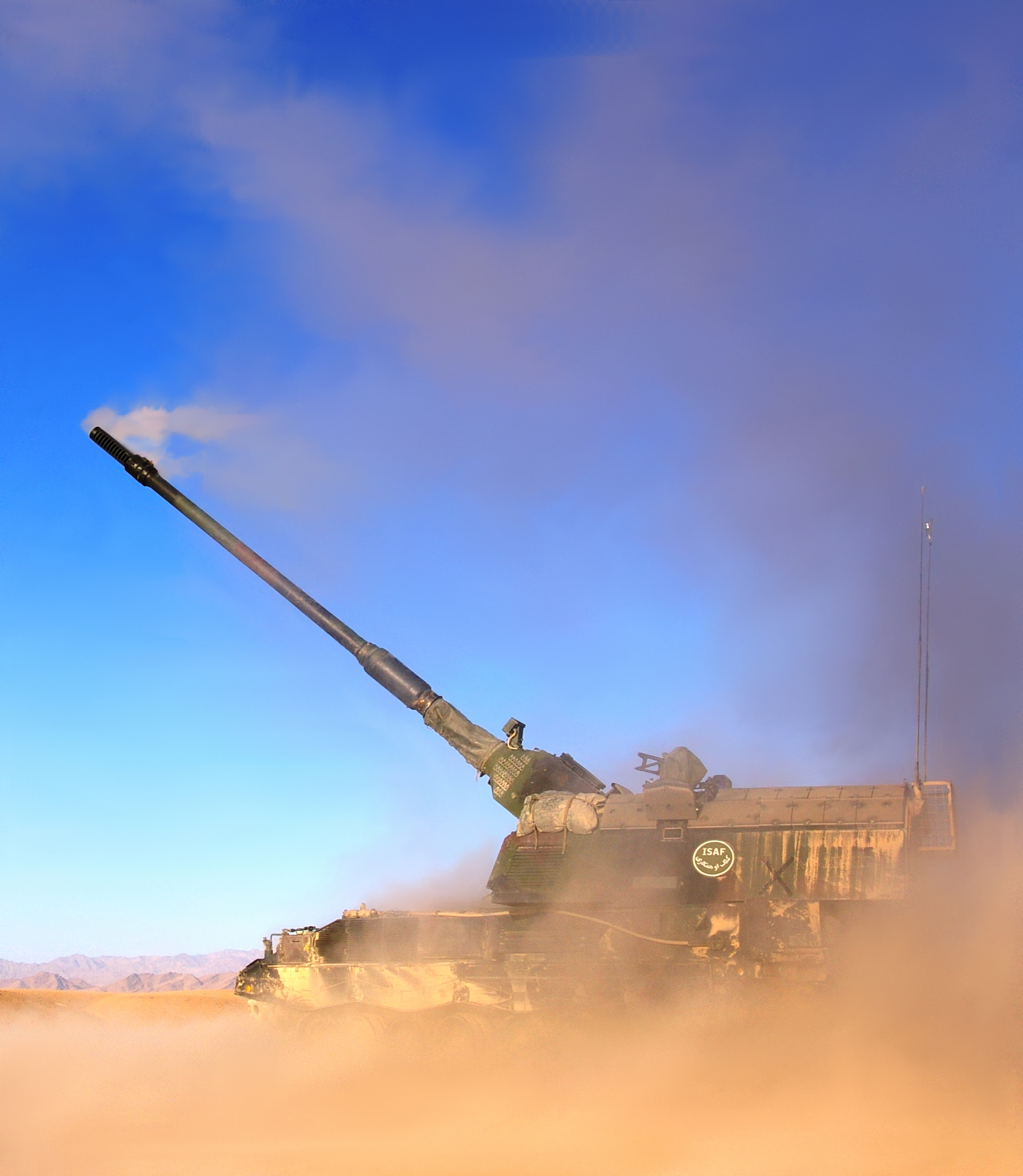
ターリバーンを砲撃する、オランダ陸軍のPzH2000（2007年6月16日撮影）

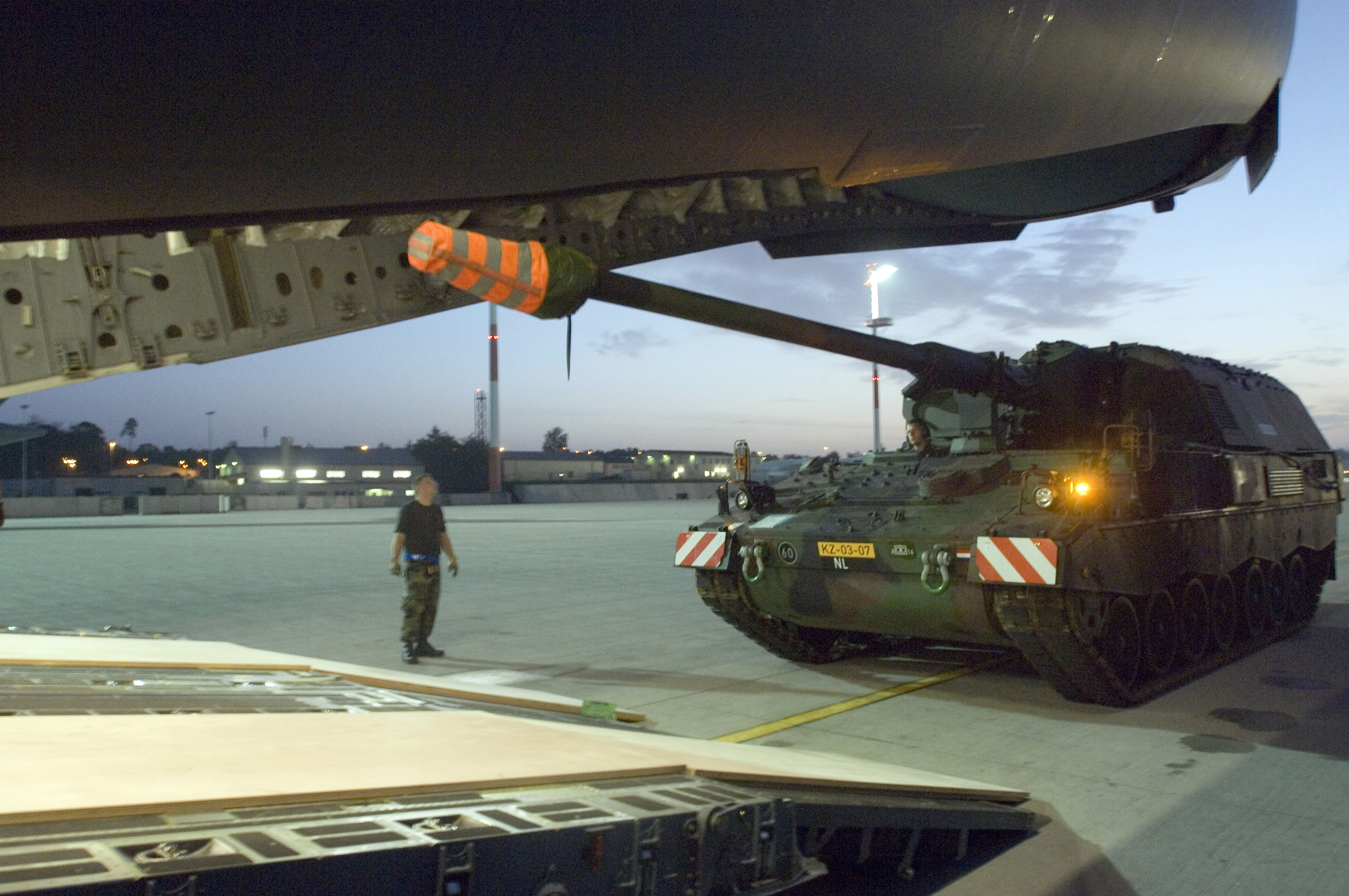
C-17輸送機に搭載されるPzH2000

PzH2000には、装甲防御の強化を図って車体と砲塔に圧延防弾鋼板が用いられており、車体前部左側にV型8気筒液冷ディーゼルエンジンと自動変速機、ラジエーター、各種補機類などから成るパワーパックを置き、前部右側に操縦室を設け、車体後部は砲塔を含む戦闘室となっている。
主砲は、ラインメタル社が独自に開発した「ランゲスロール」（langes Rohr、長砲身）と呼ばれる52口径155mm榴弾砲を採用している。砲身長は8.06mにも達し、砲身先端には多孔式の砲口制退機が装着されている。
同時に開発されたMTLS（Modulares Treib Ladungs System、モジュラー式装薬システム）を用いることで、通常榴弾であるL15A2を用いた場合の最大射程は30kmに達し、ベースブリード榴弾を用いた場合は40kmという長大な射程を得ることができる。
高い装填速度を実現するため、砲塔内にはヴェクマン社が開発した電動式の自動装填装置が搭載されている。この自動装填装置は、砲の仰俯角に自動的に合わせるようになっているので、従来のM109 155mm自走榴弾砲のように、射撃の度に砲を水平に戻してから砲弾を押し込む必要が無い。自動装填装置の弾倉は容量が大きく、砲弾60発のほか、装薬嚢48本またはモジュラー式装薬288個を収容している。また、本車には自動弾薬データ管理装置が装備されており、使用目的に応じて弾種を選択できるほか、薬莢式弾薬でも分離式弾薬でも使用できる。選択された弾薬は、自動装填装置によって砲尾に送られる。分離式弾薬の場合、手動による装薬となっている。緊急時にはすべての操作を手動で行うことも可能。砲弾の発射操作は撃発レバーと拉縄（引き綱）のいずれかを選択できる。射撃速度は非常に優秀で、10秒間に3発、1分間に8発、3分間に20発である。砲撃の持続能力は、24時間の間に37の異なる目標に対し、300発（弾薬約18t）の砲弾を撃ち込むことができる。
さらに、正確な速射のためには敵味方の位置を把握していなければならないので、GPS（Global Positioning System、衛星位置測定装置）を組み込んだGPA2000砲照準・航法システムが搭載され、射撃管制装置（MICMOSデジタル弾道コンピュータなど）が速射に必要な射撃データ（目標、使用する弾薬の情報）を自動管理している。また、砲塔には複数の照準器や初速測定器が装備されている。ライカ社製のRTNL80射撃ペリスコープは、主力戦車並みの高級システムで、夜間暗視装置とレーザー測遠機が組み込まれ、場合によっては戦車も直接照準射撃で撃破することができる。
防弾能力は、基本装甲のレベルでは、14.5mm重機関銃弾の直撃や152mm榴弾の破片に耐える程度とされている。装甲板の車内側の面には、被弾の際に破片が飛散することを防ぐためのライナーが貼られている。実戦に参加する時には、一番脆弱な砲塔の上面などを中心に、ゴムの突起が多数設けられた追加防護パッケージがびっしり貼り付けられる。このゴム突起は、成形炸薬弾の効果を減殺するスタンドオフ効果を持つ。また、本車にはNBC防護システムも標準装備されている。
車体には、レオパルト1およびレオパルト2戦車のコンポーネントが流用されており、本車の戦闘重量は55.33tと、自走砲としてはかなりの重量級であるが、MTU社製のMT881 V型8気筒多燃料液冷ターボチャージャー・ディーゼルエンジン（出力1,000hp）と、レンク社製のHSWL284自動変速機（前進4段/後進2段）の組み合わせにより、路上最大速度60km/hの機動性能を発揮する。転輪や履帯、トーションバー・サスペンションといった走行装置には、レオパルト1戦車のものが流用されている。
PzH2000の特筆すべき能力は即応射撃能力で、M109 155mm自走榴弾砲の5倍以上と評価されている。例えば、陣地に進入してから砲撃までに必要な戦闘準備時間は、M109の2分30秒に対してPzH2000はわずか30秒に過ぎない。8発砲撃するのに必要な時間は、M109の約2分に対して1分。撤収にかかる時間は、M109の約7分に対して30秒。つまり、一連の砲撃ミッションにかかる時間は、M109の11分30秒に対してPzH2000はわずか2分で完了できる。

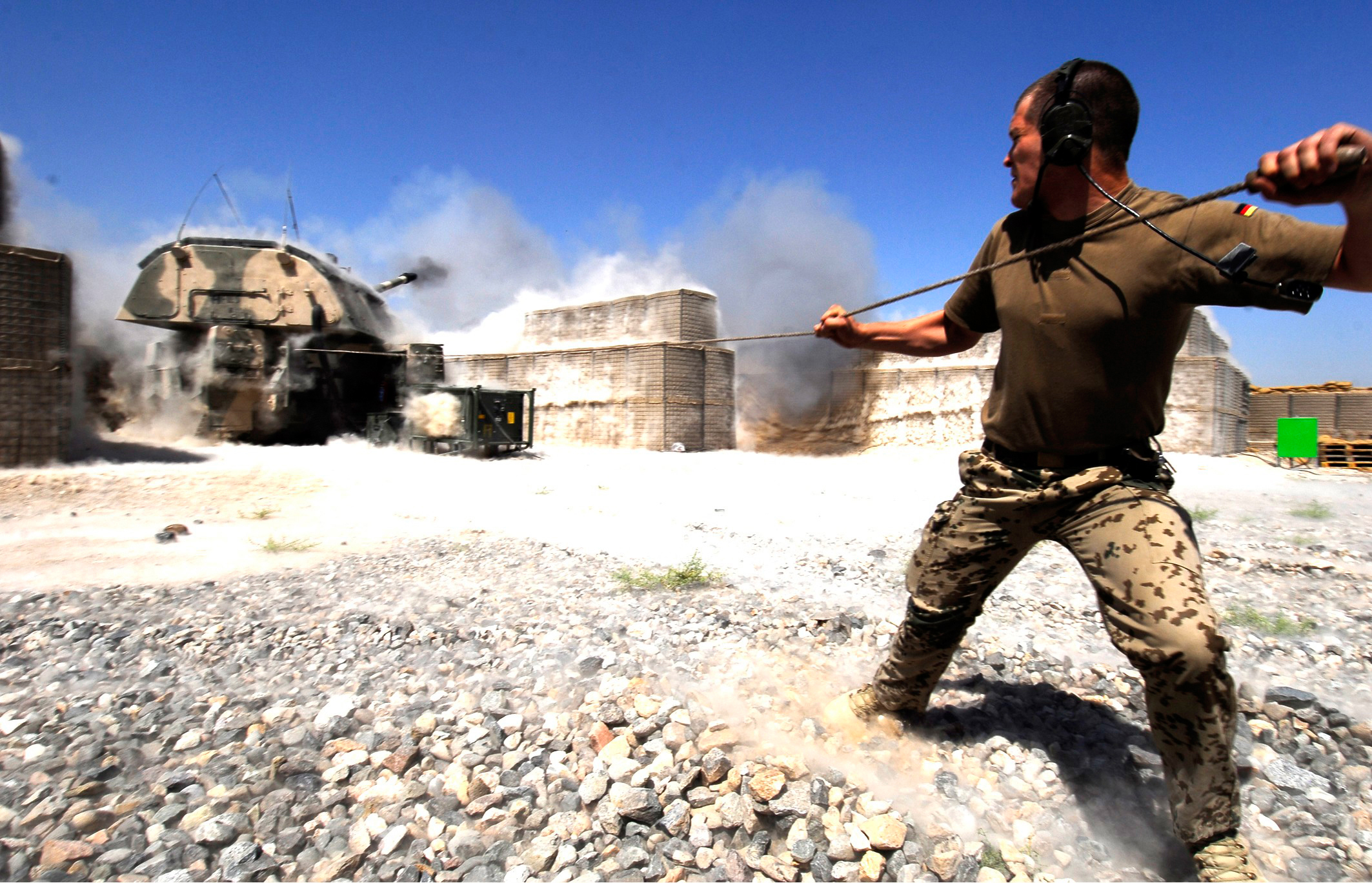
拉縄（りゅうじょう）を使って射撃を行うドイツ陸軍のPzH2000
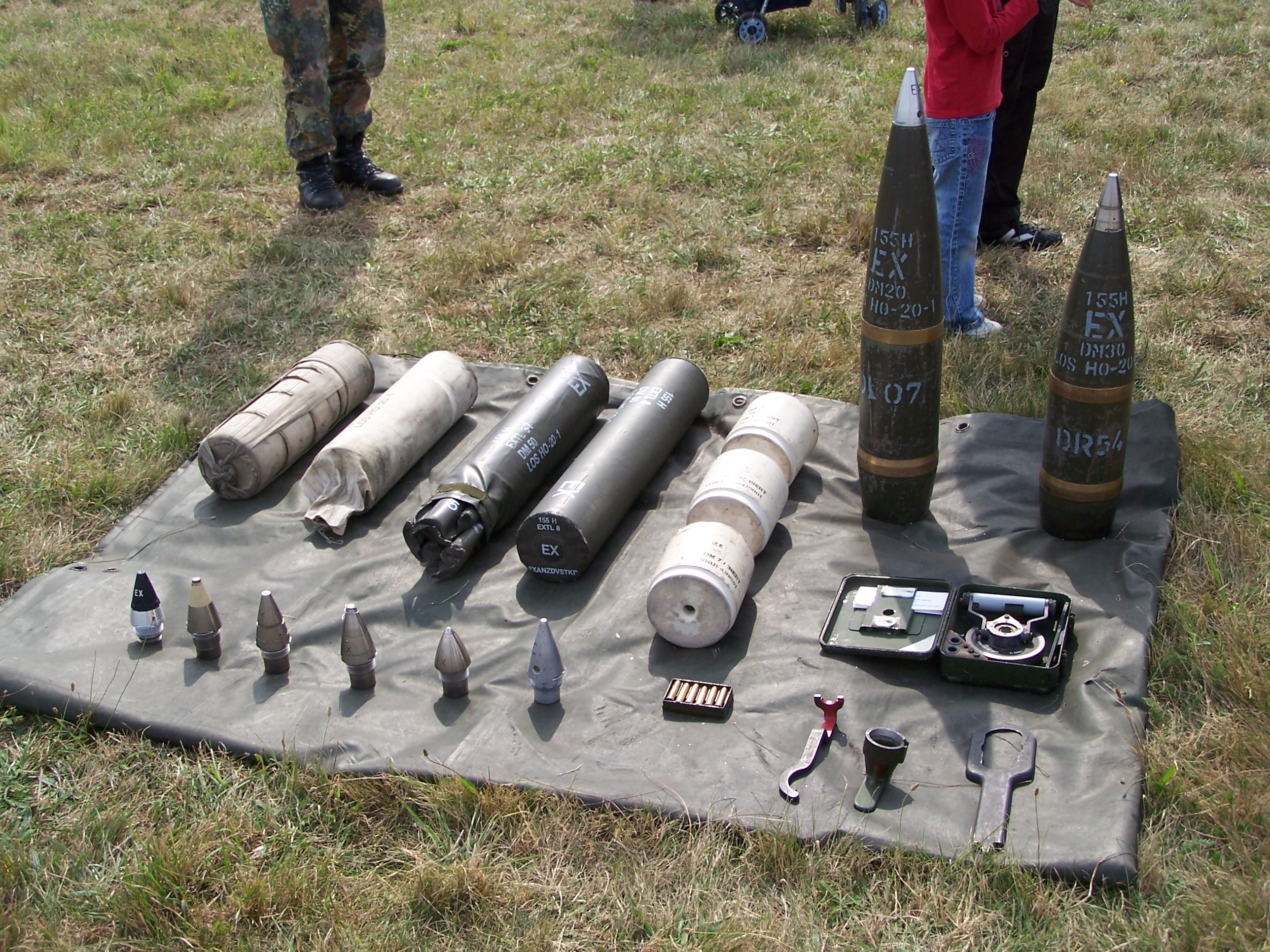
tPzH2000の砲弾と装薬、信管

2022年ロシアのウクライナ侵攻に伴い、ウクライナへドイツ国内などのPzH2000が供与された。2024年には、供与による減少分を埋めるために生産が再開されている。

## 比較
|          | M109A6                                             | AS-90                                                                             | PzH.2000                                              | 99式                          | K9A1                                                                                               | 05式                                                                   | 2S35                |
| -------- | -------------------------------------------------- | --------------------------------------------------------------------------------- | ----------------------------------------------------- | ----------------------------- | -------------------------------------------------------------------------------------------------- | ---------------------------------------------------------------------- | ------------------- |
| 画像     |                                                    |                                                                                   |                                                       |                               | |                                                                        |                     |
| 全長     | 9.1 m                                              | 9.07 m                                                                            | 11.67 m                                               | 11.3 m                        | 12 m                                                                                               | 11.6 m                                                                 | 11.9 m              |
| 全幅     | 3.1 m                                              | 3.5 m                                                                             | 3.58 m                                                | 3.2 m                         | 3.4 m                                                                                              | 3.38 m                                                                 | 3.58 m              |
| 全高     | 3.2 m                                              | 2.49 m                                                                            | 3.46 m                                                | 3.1 m                         | 3.5 m                                                                                              | 3.55 m                                                                 | 2.98 m              |
| 重量     | 29 t                                               | 45 t                                                                              | 55.3 t                                                | 40 t                          | 47 t                                                                                               | 35 t                                                                   | 48 - 55 t           |
| 主砲     | 39口径155mm砲                                      | 39口径155mm砲 ※改修型は52口径                                                     | 52口径155mm砲                                         | 52口径155mm砲                 | 52口径155mm砲                                                                                      | 52口径155mm砲 ※輸出仕様は54口径                                        | 152mm砲             |
| 副武装   | 12.7mm重機関銃×1                                   | 7.62mm機関銃×1                                                                    | 7.62mm機関銃×1                                        | 12.7mm重機関銃×1              | 12.7mm重機関銃×1                                                                                   | 12.7mm重機関銃×1                                                       | 12.7mm重機関銃RWS×1 |
| 最大射程 | 24 km（M107弾） 30 km（RAP弾） 40 km（M982誘導弾） | 初期型 24.7 km（M107弾） 30 km（RAP弾） 改修型 30 km（M107弾） 40 km以上（RAP弾） | 36 km (DM121弾) 47 km (M1711弾) 67 km (M2005 V-LAP弾) | 30 km（M107弾） 40 km（BB弾） | 18 km(M107弾) 30 km(RAP弾) 36 km(K310弾) 40 km(K307弾) 53 km(XM1113) 54 km(K315弾) 60 km(K315 ERM) | 20 km (レーザー誘導) 39 km (ERFB-BB) 50 km (ERFB-BB-RA) 100 km (WS-35) | 不明                |
| 射撃速度 | 4発/分                                             | 6発/分                                                                            | 8発/分                                                | 6発/分以上                    | 6 - 8発/分                                                                                         | 10発/分 (PLZ-05) 8発/分 (PLZ-52)                                       | 不明                |
| 最大出力 | 405 hp                                             | 660 hp                                                                            | 1,000 hp                                              | 600 hp                        | 1,000 hp                                                                                           | 800 - 1,000 hp                                                         | 1,000 hp            |
| 最高速度 | 64 km/h                                            | 53 km/h                                                                           | 60 km/h                                               | 49.6 km/h                     | 67 km/h                                                                                            | 56 km/h(PLZ-05) 65 km/h(PLZ-52)                                        | 67 km/h             |
| 乗員数   | 4名                                                | 5名                                                                               | 5名                                                   | 4名                           | 5名                                                                                                | 4名                                                                    | 3名                 |

## 採用国
- ドイツ：154両  - 当初185両を保有していたが、15両をカタール、16両をリトアニアに売却した。
- クロアチア：完成車両12両+予備パーツ3両分を発注。2015年7月29日に最初の車両が納入された[3]。2024年時点で、クロアチア陸軍が13両を保有[4]。
- ギリシャ：25両
- ハンガリー：2024年時点で、ハンガリー陸軍が21両以上を保有[5]。
- イタリア：70両
- リトアニア：21両を発注し、2015年から2019年にかけて導入される計画であった[6]。2024年時点で、リトアニア陸軍が16両を保有[7]。
- オランダ：2024年時点で、オランダ陸軍が21両を保有、27両が保管中[8]。
- カタール：24両を発注し[9]、2015年から2018年にかけて導入される計画であった[10]。2023年時点で、カタール陸軍が24両を保有[11]。
- ウクライナ：ロシアのウクライナ侵攻に対するウクライナへの軍事支援として。提供元はオランダ[12]、ドイツ[13][14]。

### 検討
- オーストラリア：2009年に新型自走榴弾砲調達計画から撤退を表明した後、調達計画自体が中止された。
- スウェーデン：アーチャー自走榴弾砲を導入したため、採用はされなかった。